# Olyra
Olyra, vulgarmente chamada criciúma, é um género botânico pertencente à família Poaceae.
Na classificação taxonômica de Jussieu (1789), Olyra é o nome de um gênero botânico,  ordem  Gramineae,  classe Monocotyledones com estames hipogínicos.
Olyra também é um gênero de peixe-gato da família Bagridae.  Este gênero é principalmente encontrado no Sul da Asia e entre a Índia e a Tailândia.
| - Olyra amapana - Olyra cordifolia - Olyra fasciculata - Olyra flaccida - Olyra jenmani - Olyra latifolia - Olyra latispicula - Olyra longifolia - Olyra luetzelburgii | - Olyra pauciflora - Olyra pineti - Olyra polypodioides - Olyra semiovata - Olyra strephioides - Olyra tamanquareana - Olyra wurdackii - Olyra yucatana |